# Akıncılar Derneği
Der Akıncılar Derneği („Verein der Akıncılar“) ist ein islamistischer Jugendverband in der Türkei. Der Verein wurde am 25. Oktober 1975 gegründet. Er fungierte als inoffizielle Jugendorganisation der Millî Selamet Partisi (MSP) und war Teil der islamistischen Millî-Görüş-Bewegung. Bis zum Verbot im Jahr 1979 war der Verein in gewalttätige Auseinandersetzungen mit nationalistischen, linken und kemalistischen Türken verwickelt. Mitglieder verübten Gewalttaten und wurden Opfer von Gewalt. Der Verein wurde 1979 verboten und 2011 neu gegründet.
Eine besonders radikale Abspaltung des Vereins war die der Akıncı Güç. Ihr gehörte Salih Mirzabeyoğlu, der Gründer der İBDA-C, an.

## Bezeichnung
Das türkische Wort Akıncı (türkischer Plural: Akıncılar) bezeichnet einen Angehörigen der irregulären Reitertruppen („Renner und Brenner“) des Osmanischen Reichs. Die Bezeichnung „Akıncılar“ hatte einen positiven Klang. So nannte man auch die türkischen Soldaten bei der Schlacht von Gallipoli oder im Türkischen Befreiungskrieg. Selbst Schüler in Dorfinstituten wurden gelegentlich so genannt.

## Die islamischen Jugendverbände
Wenige Monate nach der Gründung der Millî Nizam Partisi (MNP) wurde die offizielle Jugendbewegung der Partei gegründet Nach dem Militärputsch in der Türkei 1971 wurde die Partei aus dem Spektrum der Millî Görüş verboten. Der Jugendverband der Nachfolgepartei Millî Selamet Partisi wurde am 29. Mai 1973 ins Leben gerufen. Vorsitzender war Ahmet Oğuz und zum Vorstand gehörte Recep Tayyip Erdoğan.

## Verein
Der Verein wurde am 25. Oktober 1975 von 32 Personen aus dem Umfeld der Millî Türk Talebe Derneği gegründet. Der Antrag auf Vereinsgründung ging offiziell am 12. Dezember 1975 beim Vali von Ankara ein. Vorstandsvorsitzender war Tevfik Rıza Çavuş. Die Vereinszentrale lag am Gazi Mustafa Kemal Bulvarı in Ankara. Die Einweihungsfeier fand am 23. Januar 1976 statt.
Der erste Ortsverein wurde in Kayseri, der Heimatstadt des Vorsitzenden Çavuş, eröffnet. Am 23. Mai 1976 feierte man in Istanbul die Eröffnung von 22 Istanbuler Ortsvereinen mit einer Großveranstaltung im Kongresszentrum Harbiye Spor ve Sergi Sarayı. Ehrengast war der amtierende Justizminister İsmail Müftüoğlu. Dieser nannte die Akıncılar ein Vorbild für die gesamte Menschheit. Die Menge skandierte Slogans wie „Die Rettung liegt im Islam“. Der Istanbuler Vorsitzende Yakub Kaldırım machte für die „aufkeimende Anarchie“ die Entfremdung vom Islam, die Öffnung zum Westen und den Materialismus verantwortlich. Nach einem halben Jahr existierten bereits 360 Ortsvereine. Çavuş schrieb später, eine der ersten öffentlichen Aktionen sei eine große Anti-Israel-Kundgebung gewesen. Dort habe man das „Israel der durch Gott verfluchten Söhne Israels verdammt.“ Weitere Kundgebungen folgten in Istanbul, Konya und Sivas. Ferner führte die Organisation zahlreiche Sommercamps in verschiedenen Regionen durch.
Nachfolger von Çavuş als Vorsitzender wurde Mehmet Tezel.
Die zweite Vollversammlung der Akıncılar fand am 8. April 1978 im Yıldız-Kino in Ankara statt. 935 Delegierte aus 398 Ortsvereinen bestimmten einen neuen Vorstand. Redner waren u. a. Necmettin Erbakan und der frühere Vorsitzende Çavuş. Dieser sprach in seiner Rede vom „seelenlosen Ungeheuer“ des Westens, das die islamischen Länder in einen Todesschlaf wiege und sich gegen deren Erwachen wehre. Die Akıncılar kämpften für die Vorherrschaft Gottes auf der gesamten Erde. Neuer Vorsitzender der Organisation wurde Mehmet Tellioğlu. Dieser wandte sich am Folgetag nach der konstituierenden Vorstandssitzung gegen die um sich greifende Anarchie und erklärte, es gebe keine andere Lösung als den Islam. In einer Erklärung vom 15. April 1978 der Vereinszentrale hieß es, man Kämpfe gegen jeden, der sich gegen Gott stelle, für die Souveränität Gottes. Es sei Zeit, die Menschen Anatoliens Gott anzuvertrauen. Dies werde das Ende der Nachahmer und Parteigänger des Westens bedeuten. Am 30. April 1978 wurde in Balıkesir der 400. Ortsverein feierlich eröffnet. Daneben wurden Ableger des Vereins für Gymnasiasten (Akıncı Liseliler Birliği) und Organisationsteile für Angestellte (AK-Mem), Sportinteressierte (Akıncı Sporcular Derneği) und Arbeiter (AK-İş) gebildet.

## Publikationen
Bereits am 15. Dezember 1976 brachte der Akıncılar Derneği die erste Ausgabe seiner Monatszeitschrift „Gölge“ heraus. Sie diente als ideologische Wegweiserin und wurde in Anzeigen in der Millî Gazete „Kampfzeitschrift“ (kavga dergisi), die – in Anlehnung an der Terminologie Hegels – den Kampf für den „epochenübergreifenden absoluten Geist“ (Çağlarüstü Mutlak Fikir) führe, angepriesen.
Später erschien innerhalb der Bewegung eine weitere Zeitschrift namens Akıncı-Güç, die in Konkurrenz zur offiziellen Zeitschrift stand und deutlich abweichende Standpunkte vertrat.
Am 3. August 1979 erschien die erste Ausgabe einer 15-täglichen Publikation namens Akıncılar. Die Schlagzeile lautete übersetzt „Leben, Glauben und Dschihad“. Der Artikel beschrieb den Islam als die absolute Ordnung. Weder der Westen noch die materialistische Philosophie des Ostblocks oder der Mystizismus der Hindus könne diese Jugend in den Schlaf wiegen. Der Kommunismus sei der Oberkiefer und der Kapitalismus der Unterkiefer eines Krokodils. Weder dort noch im Faschismus oder den anderen jüdischen Fallstricken finde die islamische Jugend ihre Heimat. Sie betrachte den Islam als einzige Rettung und gebe sich völlig dieser Sache hin.

## Hymne der Akıncı Gençlik
Der Akıncı Gençlik Marşı war die Hymne der Akıncı-Jugend
Text:

Müslüman'ın hedefi

Hem komünisti hem faşisti

Ezeceğiz mutlaka

Kalpte iman, elde Kuran ile çıktık biz yola

Önderimiz Peygamberimiz, muzafferiz mutlaka

Ya oluruz, ya ölürüz

Biz bu yoldan dönmeyiz

Yüce İslam devletini kuracağız mutlaka

Türkistan'da Eritre'de

Filistin'de Moro'da

Müslüman'ın tüm hakkını alacağız inşallah

Ey Müslüman Ey Müslüman

Cihad vakti yaklaştı

Al silahı vur omuza

Dinsiz düşmana karşı

Der Marsch der Akıncı Gençlik

Das Ziel der Muslime

Sowohl den Kommunisten als auch den Faschisten

Werden wir auf jeden Fall zerquetschen

Mit Glauben im Herzen und dem Koran in der Hand haben wir uns auf den Weg gemacht

Unser Führer ist unser Prophet, unser Sieg ist unausweichlich

Entweder wir werben oder wir sterben

Umkehren werden wir nicht

Wir werden den erhabenen Staat gründen

In Turkestan und in Eritrea

In Palästina und auf den Philippinen (siehe Provinz Moro)

Alle Rechte der Muslime werden wir erringen, so Gott will

O Muslim, o Muslim

Die Zeit des Dschihad ist nah

Nimm die Waffe und leg sie an

Gegen den ungläubigen Feind

### Gewalttätige Auseinandersetzungen
Bewaffnete Auseinandersetzungen zwischen islamistischen und anderen Gruppen begannen bereits Jahre vor der Gründung des Akıncılar Derneği. Bekannte Beispiele sind der Aufstand in Konya vom 23. und 24. Juli 1968 und der Blutige Sonntag (Kanlı Pazar) vom 16. Februar 1969.
1976 intensivierte sich der politische Streit zwischen MSP und der nationalistischen Milliyetçi Hareket Partisi (MHP). Dies fand auch an der Basis in gewalttätigen Auseinandersetzungen seinen Widerhall. Die ersten Toten auf Seiten der Akıncılar waren im Januar 1976 zu beklagen. Aber auch Streit zwischen Akıncılar und linken Studenten wie am 11. März 1976 an der Yıldız Teknik Üniversitesi wurde mit Waffen ausgetragen.
Im Zeitraum von Anfang 1974 bis zum 31. Januar 1977 wurden nach Angaben des Innenministers Oğuzhan Asiltürk 81 junge Erwachsene bei Auseinandersetzungen zwischen den drei großen verfeindeten politischen Gruppierungen getötet und 1.846 Personen verletzt. Eine Senatskommission gab am 23. April 1977 eine detaillierte und 217 Seiten umfassende Aufstellung der politisch motivierten Gewalttaten heraus, die in mehreren Zeitungen veröffentlicht wurde. Demnach verloren in den Jahren 1975 und 1976 insgesamt 37 Angehörige linker und 11 Angehöriger rechter Gruppierungen ihr Leben. Der Bericht stellte ab dem Jahr 1975 eine erhebliche Steigerung der Gewalt fest.
Viele Auseinandersetzungen konzentrierten sich auf Studentenwohnheime, die jeweils in der Hand einer bestimmten Gruppierung waren und die oft bestimmte Gebiete zu befreiten Gebieten ausriefen. Die Akıncılar beherrschten dabei regelmäßig die Wohnheime, die der Aufsicht der Stiftungsbehörde Vakıflar unterlagen oder in denen Studenten der theologischen Fakultäten lebten.

#### Haltung zur Gewaltfrage
Der Organisationsvorsitzende Mehmet Tezel rief am 4. April 1976 bei einer „Gebietsversammlung für Zentralanatolien“ in Konya dazu auf, das Blutvergießen unter Brüdern zu beenden. Die Mitglieder sollten sich vor Anarchie wie vor der Pest hüten. Allerdings fuhr er fort:
Zerquetscht und vernichtet die Mentalität, den Kommunismus und den Faschismus, die die Waffe gegen unsere Armee und unsere Polizei ziehen und Kufr begeht.
In einer am 7. August 1977 veröffentlichten schriftlichen Erklärung des Vorsitzenden Mehmet Tezel hieß es, die Akıncılar seien sehr betrübt über die jüngsten Entwicklungen. Nur der Staat könne den „internationalen Mächten“, die die Türkei zum Werkzeug des Kommunismus machen und „schlucken“ wollten, Einhalt gebieten. Es sei Wasser auf die Mühlen der Imperialisten, wenn man die, die nach der Vorherrschaft auf den Straßen strebten, auf der Straße bekämpfe. Es habe keinerlei Wert, sich in der Pose eines Retters des Vaterlandes zu sonnen.
Nach der Ermordung eines Mitgliedes in Ankara erklärte Mehmet Tellioğlu am 12. Juli 1978 schriftlich, dass die Täter doppelt und dreifach dafür büßen würden. Die Akıncılar seien für das Wort, das sie Gott gegeben hätten, bereit, ihr Blut zu opfern. Der Kampf (Akın) gehe weiter, bis die Religion Gottes die gesamte Erde beherrsche und die Fitna überwunden sei.
Der später ermordete Metin Yüksel erklärte am 12. Juli 1978 anlässlich der temporären Schließung des Ortsvereins in Fatih, wo er Ortsvorsitzender war, man werde den Kampf fortsetzen, bis die Welt aufhöre, sich zu drehen. Entweder man bringe die anderen zum Schweigen oder lasse sie Blut spucken.
Tellioğlu ließ aus Anlass des Todes eines Vereinsmitgliedes in einer Presseerklärung verlautbaren, dass der Dschihad sich nicht aufhalten lasse. Außerislamische Kräfte hätten die Türkei zum Pilotgebiet bestimmt, um ihrem Plan, die Muslime zu vernichten, näher zu kommen. Es gehöre zu ihrer Taktik, die Muslime der Türkei auf die Straßen zu treiben und zu vernichten.
Innenminister İrfan Özaydınlı gab am 18. August 1978 bekannt, dass während der Amtsperiode der Regierung Ecevit (ab dem 5. Januar 1978) insgesamt 11.750 Personen wegen politisch motivierter Gewalt festgenommen worden seien. In 1.619 Fällen sei Untersuchungshaft verhängt worden. Bei 668 Untersuchungshäftlingen habe es sich um linksgerichtete und bei 897 um rechtsgerichtete Personen gehandelt.
Die Haltung des Vereins zur Gewalt war widersprüchlich. Halis Özdemir, damaliger Vorsitzender des Akıncı Sporcular Derneği, beschreibt in seinem Buch Mamak Zindanlarında bir Akıncı, wie Oğuzhan Asiltürk seine Bemühungen unterband, Akıncılar zur Ausbildung an der Waffe nach Palästina zu entsenden.

#### Chronologie gewalttätiger Auseinandersetzungen
Im Zusammenhang mit geplanten Gedenkfeiern linker Studenten für die Ereignisse von Kızıldere kam es am 11. März 1976 an der Yıldız Teknik Üniversitesi in Ankara zu einer Schießerei zwischen Akıncılar und „Revolutionären“.
Am 16. Mai 1976 kam es zu Auseinandersetzungen zwischen nationalistischen Studenten und Akıncılar an der Atatürk-Universität in Erzurum. Nationalisten, die damals die Studentenwohnheime dieser Universität beherrschten, hatten eine Versammlung der Akıncılar verhindert. Beim Protest dagegen wurden 30 Studenten verletzt.
Am 25. August 1976 wurden in Malatya ein Arbeiter durch Akıncılar getötet und sein Bruder schwer verletzt. Sie hatten Slogans der Millî Selamet Partisi entfernt und waren dann durch Akıncılar angegriffen worden.
Am 17. Januar 1977 überfielen Akıncılar in Şehremini (Istanbul) Lokale, in denen Alkohol ausgeschenkt wurde.
Im April 1977 kam es an der Atatürk-Universität in Erzurum zu mehreren schweren Ausschreitungen zwischen Nationalisten und Akıncılar. Ein MSP-Student war verprügelt worden. Studenten der Akıncılar warfen Dynamitstangen auf die Jandarma. Die Festnahme von 132 Studenten aus dem MSP-Umfeld zog Demonstrationen nach sich, die wiederum in Straßenschlachten zwischen Nationalisten und Akıncılar mit zahlreichen Verletzten ausarteten.
Im zentralanatolischen Divriği warfen Unbekannte am 10. September 1977 Dynamit in eine Moschee, in der gerade das Gebet stattfand. Ein aufgebrachter Mob stürmte anschließend Arbeitsstätten von mutmaßlichen Aleviten. Mehrere Personen wurden durch Messerstiche verletzt und ein Student erlag seinen Verletzungen.
Am 25. September 1977 wurde in Elazığ das Mitglied der Akıncılar Bahri Kılıç erstochen.
Am 25. Oktober 1977 wurden vier junge Akıncılar von Angehörigen einer linken Gruppierung unter Beschuss genommen. Metin Yüksel wurde dabei schwer verletzt. Von drei Kugeln trafen ihn zwei in den Unterleib. Zwei seiner Begleiter wurden jeweils von einer Kugel getroffen.
Am 9. November 1977 beschossen Angehörige der Akıncılar in Fatih (Istanbul) zwei Frauenfrisörläden und beschmierten die Fassade mit Parolen wie „Der Koran ist unsere Verfassung“ und „Der Islam ist der einzige Weg – Akıncılar“.
Am 10. November 1977 stürmten Mitglieder der Akıncılar eine Gedenkfeier für Atatürk am Vefa-Gymnasium in Istanbul.
Am 12. Dezember 1977 wurde auf den Akıncı-Verein in Kocamustafapaşa (Istanbul) ein Sprengstoffanschlag verübt.
Am 18. Dezember 1977 wurde das Akıncı-Mitglied Nazım Durmuş in Kartal (Istanbul) von Angehörigen einer linken Gruppierung erschossen.
Am 26. Dezember 1977 überfiel eine Gruppe Nationalisten in Edirne den Akıncı Erdoğan Tuna und tötete ihn.
Ebenfalls am 26. Dezember 1977 überfiel eine Gruppe Linker in Pötürge (Malatya) den Akıncı-Verein. Bei den Auseinandersetzungen wurden Waffen eingesetzt und acht Personen verletzt.
Am 2. Januar 1978 überfielen Akıncılar in Fatih (Istanbul) ein Lokal, dessen Inhaber eine Spende verweigert hatte.
Am 5. Januar 1978 überfielen bewaffnete Akıncılar in Erzurum den Lehrer Cemil İşleyen und verletzten ihn.
Im Januar 1978 kam es an der Fırat Üniversitesi in Elâzığ zu Ausschreitungen zwischen Akıncılar und „Komandolar“ genannten Nationalisten. Am 6. Januar wurde der „Komando“ Şadi Yılmaz bei Auseinandersetzungen zwischen Akıncılar und „Komandolar“ in Elâzığ getötet. Anschließend griffen die „Komandolar“ wahllos Personen an. Im Gefolge dieser Kämpfe wurden mehrere Personen getötet.
Am 8. Januar 1978 kam es in Kâhta (Adıyaman) zwischen Akıncılar und „Revolutionären“ und am 12. Januar in Erzurum zwischen Nationalisten und Akıncılar zu Ausschreitungen.
Ab dem 16. Januar 1978 kam es in Bingöl nach einer Diskussion zu Ausschreitungen, bei denen zahlreiche Personen Schussverletzungen erlitten, das Gebäude der Akıncılar beschädigt, ein Arbeiter namens İdris Ekinci getötet und ein Sprengstoffanschlag auf die Vereinsräumlichkeiten des Lehrervereins Töb-Der verübt wurden.
Am 15. März 1978 wurde ein Sprengstoffanschlag auf den Akıncılar-Ortsverein im Atapark Mahalle in Ankara verübt. Auch der Akıncı-Verein im Ankaraner Landkreis Keçiören war Ziel eines Sprengstoffanschlages.
Am 7. April 1978 versuchte eine 200-köpfige Gruppe von Akıncılar, das Arbeitsministerium zu stürmen. Sie skandierten dabei Slogans wie „Hoch lebe der Kampf für den islamischen Staat!“
Am 12. April 1978 kam es zu gewalttätigen Auseinandersetzungen zwischen Akıncılar und Nationalisten an der Theologischen Fakultät in Ankara, so dass der Lehrbetrieb bis zum 21. April eingestellt werden musste.
Am 17. April 1978 wurde in Malatya der unabhängige Bürgermeister Hamit Fendoğlu, der in religiösen Kreisen hohes Ansehen genoss, durch eine Briefbombe getötet. Die anschließenden Ausschreitungen, an denen auch die Akıncılar beteiligt waren, dauerten mehrere Tage. Anhänger der Adalet Partisi, MSP und MHP griffen gezielt Personen oder Institutionen der CHP und der Aleviten an. Mehrere hundert Gebäude wurden gebrandschatzt oder verwüstet und zahlreiche Personen wurden verletzt. Später fand man die Leichen der drei Schüler Özcan Türksever, Sait Hazar und Naci Erguvanlı, die als „revolutionär“ bekannt waren, außerhalb der Stadt. Bei der Demonstration gegen diesen Vorfall wurde wiederum der Student Tahir Kökçü tödlich verwundet.
Am 19. April 1978 gab es einen Mordanschlag auf den Vereinsvorsitzenden der Akıncılar im Viertel Şeker Murat (Konya).
Am 25. April 1978 wurde ein Sprengstoffanschlag auf einen Akıncılar-Verein im Gewerbegebiet von Istanbul verübt.
Am 19. Mai 1978 verlor das Mitglied des Akıncılar-Vereins in Istanbul-Balat Selahattin Demirci ein Bein und einen Arm, als ein Sprengsatz in seiner Hand explodierte. Nach Darstellung des Vorsitzenden der Akıncılar von Istanbul Yakup Kaldırım, war der Sprengsatz von Anhängern des „zerrütteten Systems“ geworfen worden.
Am 24. Mai 1978 beschossen Mitglieder der Akıncılar vom Dach ihres Wohnheims Anhänger der Adalet Partisi, die für eine Demonstration ihrer Partei plakatierten. Eine Gruppe von 50 Akıncılar warf die Scheiben der Ortsvertretung der Adalet Partisi in Fatih ein.
Am 11. Juli 1978 wurde das Akıncılar-Mitglied İsmail Kendirci in Ankara aus einem fahrenden Auto heraus erschossen.
Am 6. August 1978 überfiel eine 10- bis 15-köpfige Gruppe von Akıncılar in Fatih (Istanbul) die Kunden eines Cafés, die während des Ramadan türkischen Tee tranken. Am selben Tag wurden zwei Personen namens Mahmut Öztürk und Bayram Acar mit vorgehaltener Waffe zum Akıncılar-Verein geführt und dort verhört.
Am 20. August 1978 überfielen Nationalisten in Ümraniye eine Gruppe von Akıncılar, die Flugblätter verteilten. Diesem Überfall folgten Schießereien in mehreren Vierteln Istanbuls.
Am 24. August 1978 berichtete die Tageszeitung Cumhuriyet Folgendes: Mitglieder des Akıncılar-Vereins von Kocamustafapaşa (Istanbul) entführten Passanten und zwangen sie in den Vereinsräumlichkeiten, Fragen zur Religion zu beantworten. Vier junge Männer, die nicht im Sinne der Akıncılar antworten konnten, erhielten die Falaka.
Am 3. September 1978 weitete sich ein Streit unter Kindern in Sivas zu schweren Ausschreitungen, Schießereien und Brandschatzungen aus, bei denen mindestens neun Personen, darunter zwei Frauen, getötet wurden. Die Zentrale des Akıncılar Derneği ließ verlautbaren, eine 60-köpfige „rote Gruppe“ habe angefangen und drei Akıncılar seien als Märtyrer gefallen. Bei den Märtyrern handele es sich um Bünyamin Yılmaz Ömer Aksak und Vedat Konak.
Am 18. September 1978 überfielen fünf maskierte und bewaffnete Personen, die linke Flugblätter hinterließen, einen Laden in Gültepe. Dabei wurde das Akıncı-Mitglied Necati Çakıcı erschossen.
Am 26. September 1978 wurde ein Ortsverein der Akıncılar in Şentepe (Ankara) Ziel eines Sprengstoffanschlags.
Vom 19.–26. Dezember 1978 fand das Pogrom von Kahramanmaraş statt, bei dem ca. 150 Menschen getötet wurden. Die Stellungnahme der Zentrale des Akıncılar Derneği gab einheimischen Provokateuren im Sold der USA, Russlands und Chinas die Schuld an den Ereignissen.
Am 17. Januar 1979 wurde vor der Doppel-Medrese, welche die Akıncılar in Kayseri als Zentrale nutzten, der leblose Körper von Mehmet Baldöktü gefunden. Die Medresen dienten offenbar als Waffenlager und die Wände waren mit Bildern von Khomeini geschmückt. Aus Vereinskreisen hieß es, Baldöktü habe sich bei der Ausbildung an der Waffe versehentlich ins Herz getroffen. Allerdings wurde gegen ein weiteres Vereinsmitglied wegen Mordverdachts Untersuchungshaft verhängt.
Am 22. Februar 1979 wurde der ehemalige Vereinsvorsitzende der Akıncılar in Fatih (Istanbul) Metin Yüksel bei einer Schießerei zwischen Akıncılar und Nationalisten getötet. Zwei weitere Akıncılar erlitten Schussverletzungen.
Am 27. April 1979 wurden die beiden Akıncılar Yusuf Akyıldız und Burhan Aktaş bei einem bewaffneten Übergriff in Yenimahalle (Ankara) erschossen.
Am 28. April 1979 wurde der Akıncı Burhan Çimen getötet und am 30. April İbrahim Çalı.
Am 21. Juni 1979 wurden die Akıncılar Ahmed Haşim Sönmez und Orhan Ünal im Schlaf von Bewaffneten überfallen und erschossen.
Am 16. Januar 1980 griffen bewaffnete Mitglieder aus dem Umfeld der Akıncılar in Istanbul Mitschüler des Yüksek İslam Enstitüsü an, die sich gegen Unterrichtsboykott gewandt hatten. Die Angegriffenen erlitten Schnittverletzungen. Ein Schüler erlitt eine Schussverletzung.
Am 21. Januar 1980 wurde das Mitglied der Akıncı Güç Gürsel Kabadayı in Çeliktepe (Istanbul) von linken Angreifern erschossen.
Ebenfalls am 21. Januar 1980 erschossen linke Aktivisten in Dörtyol (Hatay) Mukadder İnce, den Sohn des Ortsvereinsvorsitzenden der Akıncılar Mehmet İnce. Fünf seiner Kameraden wurden verletzt.
Am 12. März 1980 stoppten Bewaffnete in der Nähe von Akziyaret den Bus einer Tierfutterfirma aus Urfa und erschossen sieben Arbeiter, fünf von ihnen gehörten zum Akıncılar-Umfeld.
Am 10. April 1980 wurde der Akıncı Münir Kaya in Çeliktepe (Istanbul) von linken Aktivisten angegriffen und erschossen. Sein Bruder war bereits zuvor getötet worden.
Am 13. April 1980 wurden bei einem Feuerüberfall ebenfalls in Çeliktepe die Akıncılar Mustafa Geçol und Necip Kural getötet und İsmail Demir schwer verletzt.
Am 15. Juni 1980 wurde der Vorsitzende des Akıncılar-Vereins in Esenler (Istanbul) Mustafa Yaşar in einem Hinterhalt getötet.
Am 28. Juni 1980 wurde in Kırşehir das Akıncı-Mitglied Yaşar Demirci getötet. Im selben Monat war bereits dort Sabahattin Gürbüz durch Nationalisten erschlagen worden. Der Gesamtvorsitzende des Akıncı Gençler Derneği Çavuş machte für die Vorfälle das durch Götzendiener und Zionismus ferngesteuerte „System“ verantwortlich.
Am 23. August 1980 wollten Soldaten ein Jugendlager der Nachfolgeorganisation „Akıncı Gençler Derneği“ kontrollieren und wurden beschossen. Bei dem kurzen Feuergefecht wurde das Mitglied Kamil Dağaslan erschossen. Die Durchsuchung ergab fünf Faustfeuerwaffen, vier Jagdgewehre, Munition und Dynamit. Transparente im Camp trugen Aufschriften wie „Scharia oder Tod!“ und „Jeder Akıncı ist wie eine Kugel. Wir werden den islamischen Staat gründen!“
Nach dem Militärputsch von 1980 entführten am 13. Oktober 1980 vier Akıncılar ein Flugzeug auf dem Weg von München nach Istanbul. Sie wollten nach Teheran, landeten aber in Diyarbakır. Das Militärregime ließ das Flugzeug stürmen. Zwei Personen kamen ums Leben, darunter ein Passagier.

## Staatliche Maßnahmen und Neugründung
Am 6. Mai 1979 wurde die Regionalzentrale in Istanbul von Polizeikräften durchsucht und die Ausnahmezustandskommandantur verbot die Aktivitäten in Istanbul. Am 9. August wurde das Wohnheim der Stiftungsgesellschaft Vakıflar in Fatih mit 400 Plätzen geräumt und geschlossen.
Am 27. November 1979 durchsuchte die Polizei die Vereinsräumlichkeiten der Zentrale. Das Verbot des Vereins erging am 12. Dezember durch die Ausnahmezustandsverwaltung in Ankara. Wenige Monate später, am 7. März 1980, wurde der Verein unter der Bezeichnung „Akıncı Gençler Derneği“ neu gegründet. Interimsvorsitzender wurde der ehemalige Vorsitzende Tevfik Rıza Çavuş. Der Verein wurde vor dem Militärputsch in der Türkei 1980 durch die Ausnahmezustandsverwaltung verboten, zahlreiche Mitglieder wurden verhaftet und vor Gericht gestellt.

## Heutige Situation
Im Jahr 2011 wurde der Verein erneut gegründet. Gegenwärtiger Vorsitzender (Stand 2016) ist Fahri Çınar. Der Verein sieht sich in der Tradition des Ursprungsvereins und möchte die damaligen Anstrengungen wieder beleben.

### Dschihad und Antisemitismus
Die Welt betrachtet der Verein als Kampf zwischen dem Wahren und dem Nichtigen:
Der Dschihad und die erlösende Mission der Krieger des Islam wird dauern, bis die Religion nur noch Gottes Religion ist.
Sämtliche „sozialistischen, kommunistischen, liberal-kapitalistischen, faschistischen und zionistischen“ Staaten definiert der heutige Verein als „Staaten des Unglaubens“. Gemeinsame Zielscheibe und gemeinsamer Feind dieser Ungläubigen seien die Muslime. Es existiere gegenwärtig kein islamischer Staat. Die sogenannten islamischen Länder besäßen Staatsformen, die westlichen Maßstäben entsprächen. Den Faschismus betrachtet der Verein als „jüdischen Fallstrick“. Bereits der Koran verfluche die Juden.